# Generalen (1998)
Generalen (engelska: The General) är en brittisk-irländsk dramafilm från 1998 i regi av John Boorman.
Filmen är baserad på Paul Williams bok The General.

## Utmärkelser
Filmen vann Prix de la mise en scène vid filmfestivalen i Cannes 1998.

## Rollista i urval
- Brendan Gleeson - Martin Cahill
- Adrian Dunbar - Noel Curley
- Seán McGinley - Gary
- Maria Doyle Kennedy - Frances
- Angeline Ball - Tina
- Jon Voight - polisinspektör Ned Kenny
- Tom Murphy - Willie Byrne
- Ciarán Fitzgerald - Tommy
- Ned Dennehy - Gay
- Vinnie Murphy - Harry
- Brendan Coyle - UVF-ledare
- Jim Sheridan - CPAD-ledare